# Len Howard
Len Howard (Wallington, Surrey, 1894-Ditchling, 1973) fue una ornitóloga amateur, naturalista y música británica, que estudió las aves de su jardín de una manera autodidacta y viviendo prácticamente aislada. Aunque publicó dos libros sobre aves, su trabajo no fue en general muy considerado por la comunidad científica por su enfoque personal, la falta de formación académica y el uso de un vocabulario no científico.

## Biografía
Nació en 1894 en Wellington, Surrey (Inglaterra) en el seno de una familia acomodada. Era la menor de cuatro hermanos. Sus padres, Henry Newman Howard y Florence Mary Warman, se dedicaron a la dramaturgia y a la poesía. La familia se trasladó con frecuencia, estableciéndose en varios lugares de Inglaterra y Gales: en 1901 la familia vivía en Toddington, Bedfordshire, y entre 1911 y 1914 vivieron en Aberdyfi, Gales.
Comenzó sus estudios musicales en Londres, en donde también impartía clases de música y organizaba conciertos para niños con pocos recursos económicos. Trabajó durante años como violista formando parte de la orquesta de Malcolm Sargent. Además de la música, su otra pasión desde la más tierna infancia eran las aves, pero en Londres no tenía mucha ocasión de observarlas salvo cuando acudía a Hyde Park entre clase y clase. Gozaba de una carrera notable como música profesional cuando hacia 1938, a la edad de 43 años, se trasladó a Ditchling (East Sussex) un pequeño pueblo al sur de Londres.

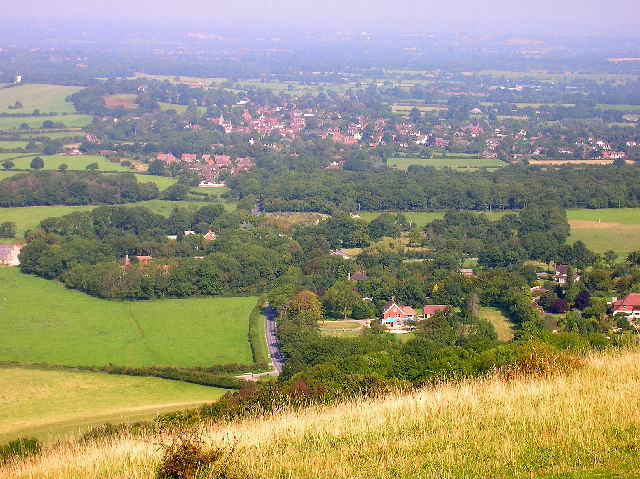
Ditchling, Inglaterra.

En Ditchling compró un terreno el 9 de septiembre de 1938 en el que construyó una casa a la que llamó Bird Cottage y en la que  permaneció prácticamente aislada hasta su muerte. Allí se dedicó al estudio y documentación de los pájaros silvestres de su jardín. Apenas se relacionó con su familia y eran contadas las visitas que recibía.
Falleció el 5 de enero de 1973 a la edad de 79 años por insuficiencia cardíaca.

### Observación e interacción con las aves
Durante la Segunda Guerra Mundial, y en concreto en el transcurso de la Batalla de Inglaterra, se había fomentado entre la población británica el hábito de observación del cielo en busca de los temidos aviones y cohetes alemanes. Pero, además de a los aviones, la gente empezó a mirar a las aves. En la década de 1950, muchas personas sentían curiosidad por los pájaros y deseaban acercarse lo más posible a ellos. Se comenzó a salir con guías de campo ilustradas (como The observer´s book of british birds) y prismáticos y alimentar a esos seres alados se había convertido en un pasatiempo nacional. Pero la forma más habitual de acercarse a un ave seguía siendo mantenerla en una jaula, por lo que eran mascotas comunes en hogares de todo el espectro social. Pero Howard creía que las aves mostraban muy poco de su comportamiento natural en cautiverio y quería estar cerca de ellas de una manera diferente.

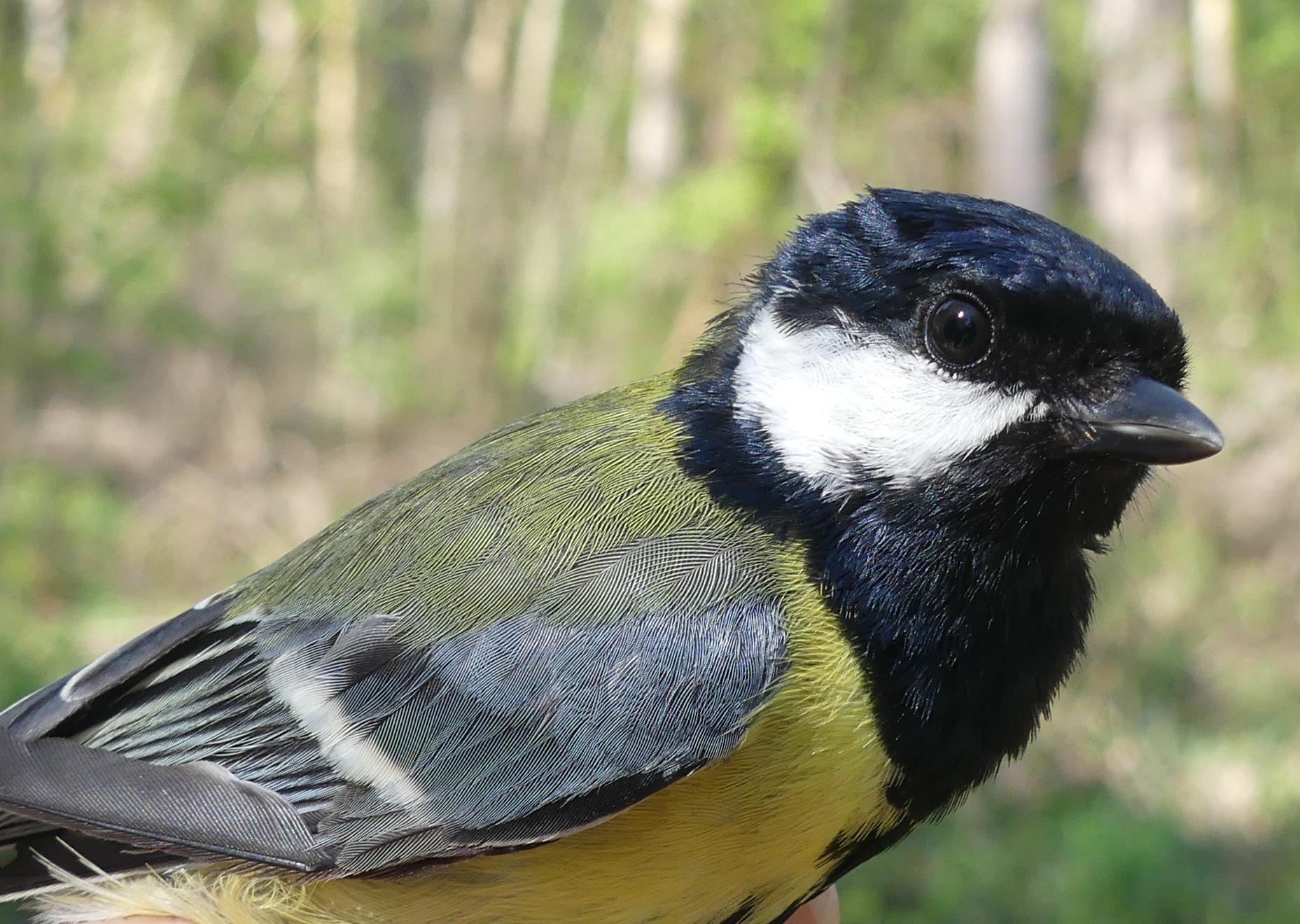
Carbonero común (Parus major)

Después de mudarse a Ditchling, encontró la manera de vivir permanentemente entre las aves silvestres del jardín: mantuvo las ventanas y puertas entreabiertas todo el año, conectando el exterior con el interior. Buscó eliminar las barreras aéreas y terrestres y  conectar las microgeografías humanas y aviares. Muy pronto, los carboneros comunes, mirlos y otros pájaros se acostumbraron a entrar y salir en busca de alimento, juego o para descansar y ella pasaba gran parte del día observando su comportamiento y recogiéndolo en sus escritos.

Durante muchos años, unos cuarenta carboneros comunes, veinte herrerillos comunes, mirlos, zorzales y otras especies han entrado y salido de mi cabaña todo el día; algunos incluso se han posado en el interior. El interior de la cabaña se ha adaptado a su gusto y mi vida se ha adaptado en gran medida a la suya.
Len Howard

Para proteger a las aves, colocó cajas nido y comederos, habilitó el jardín de manera que se dificultara la entrada a los gatos del vecindario e incluso dio instrucciones estrictas a las personas que acudían a visitarla en Bird Cottage.

Cuando era niña, durante la guerra, vivía con mis abuelos y solía pasar por la puerta de la Señora de las Aves para visitar a mis dos tías. Un lugar bastante misterioso con una puerta que parecía nunca utilizada, con enormes setos casi oscureciéndolo. Una nota escrita a mano decía: "sin entrada, pájaros anidando". Siempre me dijeron que fuera muy callada mientras pasábamos. Ella era bien conocida, aunque solo por rumores, por ser capaz de hablar con los pájaros. ¡El mundo necesita más gente como la señora Howard!
Sally Bell

Estudió a los pájaros, sobre todo a los carboneros comunes, a nivel individual, personalizando con nombre propio a cada uno de ellos, y analizó sus relaciones y sus comportamientos. Tenía especial predilección por uno de ellos en particular, un carbonero con el dibujo en sus plumas de algo parecido a una estrella blanca al que llamó así, Estrella. Respecto a los cantos y reclamos, utilizó su formación musical para obtener una visión única a la que dedicó parte de su primer libro, Birds as individuals.
En 1960 emprendió una campaña pública para evitar el desarrollo inmobiliario en las tierras que rodeaban su propiedad.
Howard no se autodenominaba como científica, pero tenía dudas sobre cómo eran estudiadas las aves y defendía con firmeza que la avifauna era más sofisticada de lo que siempre se había dicho sobre ella. Su manera de acercarse a las aves, física y emocionalmente, hizo que sus estudios fueran tomados con recelo por la comunidad científica. Sin embargo, algunos de sus miembros de más renombre como Julian Huxley, Roger Tory Peterson y Niko Tinbergen, mostraron interés por su labor.

### Obras
Alrededor de 1949 comenzó a publicar sus notas de campo, relatos y biografías de aves en revistas de historia natural, firmando como Len Howard. No dejó constancia de por qué eligió este nombre (en lugar del suyo, Gwendolen) pero una de las razones pudo ser que creyera que al emplear Len, que podía ser considerado masculino, su trabajo fuera tomado más en serio.
En enero de 1952 publicó su primer libro, Birds as individuals.  La obra fue prologada por Julian Huxley, renombrado biólogo evolutivo, escritor y profesor que, sin embargo, apreció más la calidad estética de lo escrito que el rigor científico logrado. En el libro, Howard desarrolló su hipótesis sobre la individualidad de cada pájaro y sus diferentes personalidades, incluso dentro de la misma especie. Al mismo tiempo interpretaba lo que ella consideraba emociones y describía los cantos, posturas, gestos o formas de vuelo. En español, se editó por primera vez en 1955 como Los pájaros y su individualidad.
En 1956 publicó su segundo y último libro Living with birds que, al igual que su predecesor, tuvo un éxito considerable. Ambos libros fueron best sellers de la época y se tradujeron a varios idiomas, sin embargo el trabajo de Howard caería gradualmente en el olvido.